# Obafemi Lasode
Obafemi Lasode Listenⓘ (4 de diciembre de 1955 - 25 de julio de 2025) fue un músico, director de cine, productor, compositor, productor musical y dramaturgo nigeriano.  Fue director ejecutivo de Even-Ezra Nigeria Limited, la productora que produjo la premiada película Sango en 1997.  

## Biografía
Nació el 4 de diciembre de 1955 en Port Harcourt, la capital del estado de Rivers, Nigeria, pero era oriundo de Abeokuta, una ciudad en el estado de Ogun, al suroeste de Nigeria. 
Estudio en el St. Gregory's College en Obalende, en el estado de Lagos, donde obtuvo el Certificado de Escuela Superior de África Occidental.  Posteriormente obtuvo una Licenciatura en Ciencias en Administración de Empresas de la Kogod School of Business, Washington D. C.  Posteriormente, obtuvo una Maestría en Ciencias en Arte de la Comunicación del Brooklyn College, City University of New York . 
Lasode se unió a los servicios de Inner City Broadcasting Corporation, de la ciudad de Nueva York, en 1983 como coordinador de promociones, donde presentó a Sonny Okosuns en 1984 en el mundialmente famoso Teatro Apollo en Harlem . 
Produjo el programa de música africana Afrika in Vogue en Radio Nigeria 2, que se emitió desde el primer trimestre de 1989 durante un año.  En 1995, fundó Afrika 'n Vogue/Even-Ezra Studios.
En 1997, produjo y dirigió una premiada epopeya africana titulada Sango, una película que fue seleccionada para abrir el Festival Internacional de Cine de Minneapolis-Saint Paul en 2002.  Fue autor de un libro titulado Television Broadcasting: The Nigerian Experience (1959–1992),  actualmente en uso en las universidades nigerianas. 
Murió el 25 de julio de 2025, a la edad de 69 años.

## Filmografía
- Sango (1997)
- La máscara de Mulumba (1998)
- Lishabi
- Lágrimas de esclavitud